# آزئوتروپ

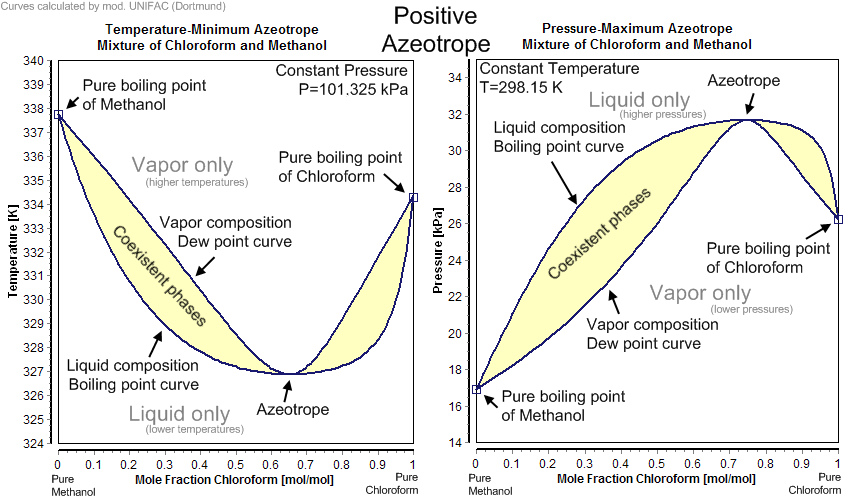
آزئوتروپ مثبت-مخلوط کلروفرم و متانول

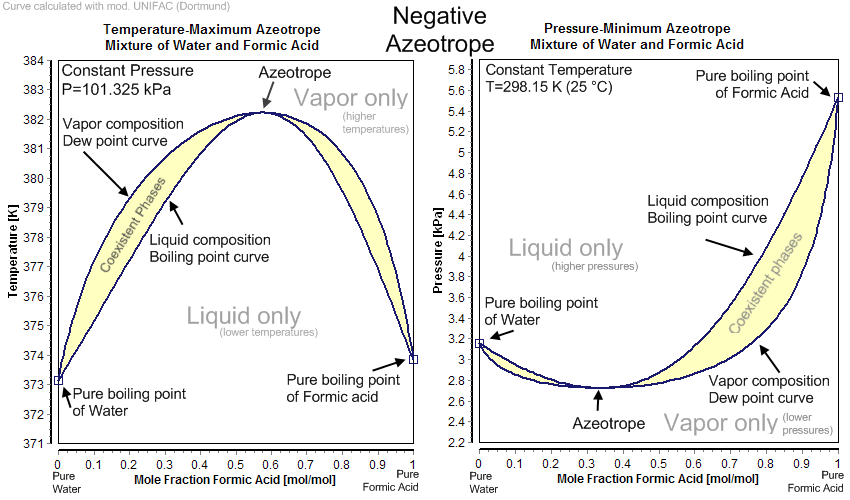
آزئوتروپ منفی-مخلوط فرمیک اسید و آب

آزئوتروپ (به انگلیسی: Azeotrope) در اصطلاح ترمودینامیک شیمیایی به مخلوط‌هایی گفته می‌شود که با تقطیر ساده قابل جداسازی نباشند. قانون رائولت در شرایط تعادل مایع-بخار و برای یک محلول ایده ال بیان می‌کند که فشار یک بخار وابسته است به ترکیبات شیمیایی آنها و تجزیه مولی ذراتش. در نتیجه فشار بخار با کسر مولی ذرات رابطه‌ای خطی خواهد داشت. اما در مخلوط‌های آزئوتروپ این رابطه از فرم خطی خارج می‌شود.
- انحراف منفی:در این حالت نمودار دما-کسر مولی در فشار ثابت دارای ماکسیمم و نمودار فشار-کسر مولی در دما ثابت دارای مینیمم است. این حالت نشانگر غلبه نیروهای بین مولکول‌های غیر مشابه بر نیروی بین مولکول‌های مشابه است.
- انحراف مثبت: در این حالت نمودار دما-کسر مولی در فشار ثابت دارای مینیمم و نمودار فشار-کسر مولی در دما ثابت دارای ماکسیمم است. این حالت نشانگر غلبه نیروهای بین مولکول‌های مشابه بر نیروی بین مولکول‌های غیر مشابه است.